# Hipnos (pel·lícula)
Hipnos és una pel·lícula espanyola de terror psicològic dirigida per David Carreras Solé el 2004. Està basada en la novel·la homònima de Javier Azpeitia, i ha estat lloada pel seu peculiar sentit de la narració i elegant ús de l'el·lipsi. Fou rodada entre Almeria i Barcelona en 9 setmanes. Ha estat doblada al català.

## Sinopsi
Durant una nit de tempesta la policia rep un avís inquietant. Quan acudeixen al lloc troben el cadàver dessagnat d'una dona i una nena en estat de xoc. La jove psiquiatra Beatriz Vargas, que treballa en un sanatori especialitzat en hipnosi dirigit pel Dr. Sánchez Blanch, es fa càrrec del cas de la nena. Al poc temps la nena apareix morta amb les venes tallades. Un enigmàtic pacient que afirma ser policia i un malalt mental que dibuixa suïcidis acaben introduint Beatriz en un laberint del que no pot escapar.

## Repartiment
- Cristina Brondo... Beatriz
- Demian Bichir... Miguel
- Marisol Membrillo ... Elena
- Julián Villagrán... Ulloa
- Féodor Atkine... Sánchez Blanch
- Natalia Sánchez ... 	La Niña
- Carlos Lasarte ... 	Zabala

## Reconeixements
Als III Premis Barcelona de Cinema David Carreras fou nominat al millor director novell. Va guanyar el Gran Premi de Plata al Festival Internacional de Cinema Fantàstic de Brussel·les de 2005.